# Jeremy Reed
Jeremy Reed (* 1951) je britský spisovatel. Vydal několik desítek básnických sbírek, řadu románů a několik biografických knih. Na počátku své kariéry své básně publikoval v různých časopisech. Roku 1994 vydal životopis amerického hudebníka Lou Reeda (později vyšel v aktualizované verzi), později napsal například knihy o hudebníkovi Brianu Jonesovi, spisovatelce Anně Kavan či spisovateli Jeanu Genetovi. Rovněž se věnoval překladatelské činnosti (Eugenio Montale, Jean Cocteau, Friedrich Hölderlin). Za svou tvorbu získal řadu ocenění.